# Laquedivas
As Laquedivas (em inglês: Lakshadweep; em malaiala: ലക്ഷദ്വീപ്; romaniz.: Lakşhadvīp), no passado também conhecidas como Laccadive, Minicoy e Aminidivi, são o menor dos dois territórios insulares indianos. Administrativamente constituem um território da União. Estão separadas do continente (estado de Querala) pelo mar das Laquedivas, a nordeste, a sua outra fronteira é com as Maldivas, a sul, através do canal dos Oito Graus. Tal como as Maldivas, também as Laquedivas são um conjunto de atóis e recifes de coral. Sua capital é a cidade de Cavarati.
Laquedivas significa «cem mil ilhas» em sânscrito (laksha, cem mil, e dweep, ilhas). Os portugueses conquistaram as Laquedivas em 1498 mas em 1545 os habitantes da ilha revoltaram-se contra os invasores e conseguiram expulsá-los.
As Laquedivas são formadas por 12 atóis de coral, três recifes de coral e cinco bancos de areia, além de muitos ilhéus menores. A área total é de 32 km². As ilhas estão situadas a cerca de 200 a 300 km das costas do estado indiano de Querala e imediatamente a norte das ilhas Maldivas.
Apenas as seguintes dez ilhas das Laquevidas são habitadas:
- Agatti
- Amini
- Andrott
- Bangaram
- Bitra
- Chetlat
- Kadmat
- Kalpeni
- Cavarati
- Minicoy